# Andreas Mogensen

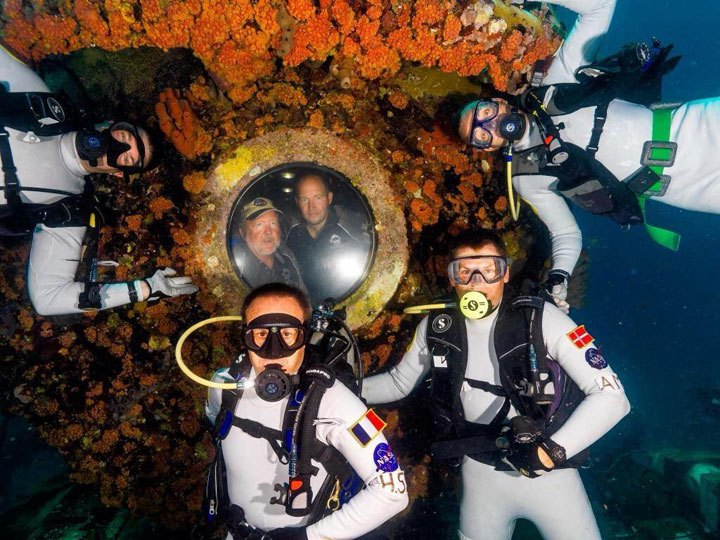
Mogensen (druhý zprava) při akvanautickém výcviku NEEMO 19 v září 2014

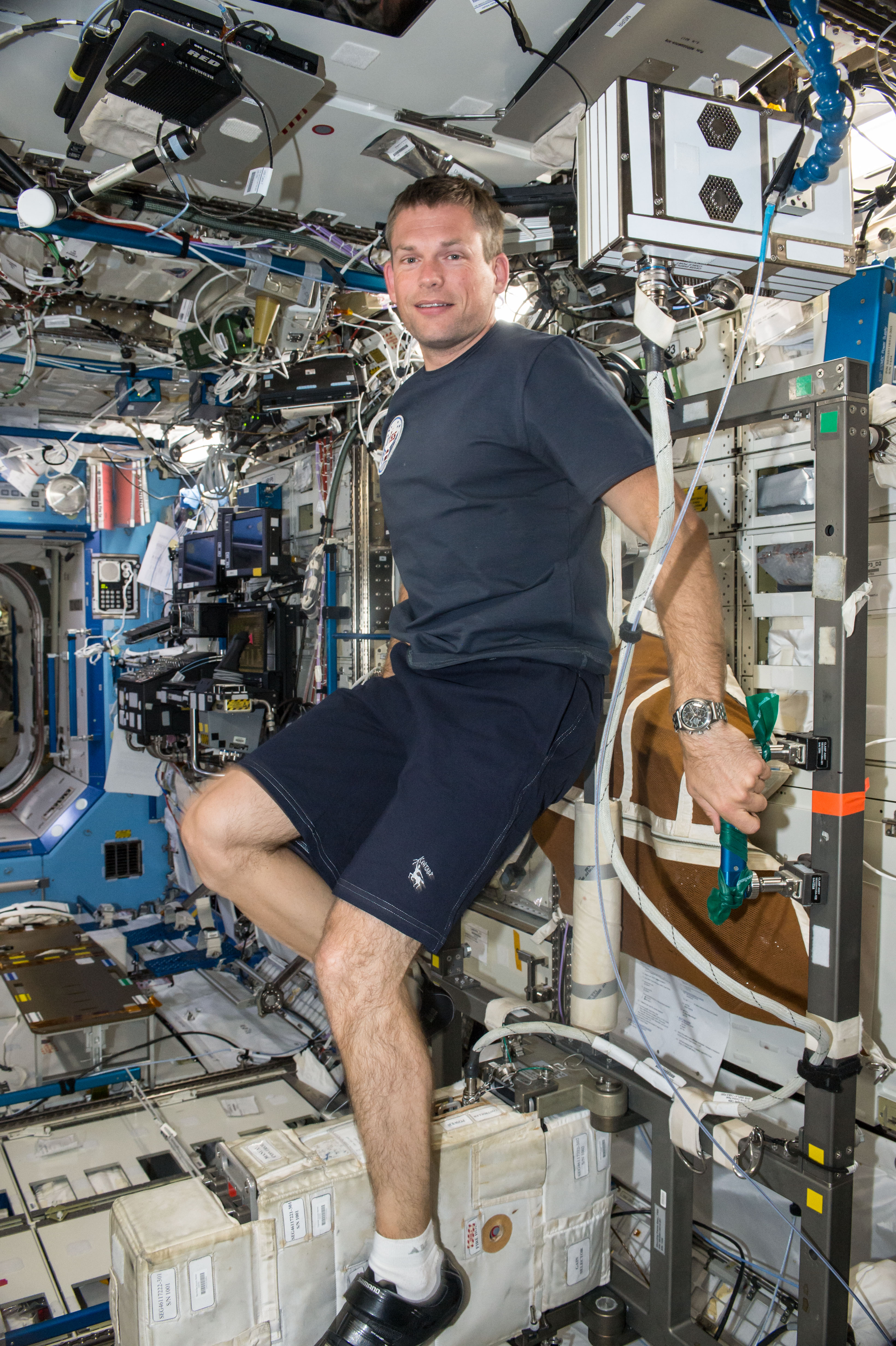
Mogensem při cvičení v laboratorním modulu Destiny během svého prvního letu v září 2015

Andreas Enevold Mogensen (* 2. listopadu 1976 Kodaň) je dánský inženýr a astronaut, 541. člověk ve vesmíru. Je prvním Dánem, který se zúčastnil kosmického letu, když v roce 2014 několik dní strávil na Mezinárodní vesmírné stanici (ISS). Tam se podíval i při svém druhém letu, při němž by od srpna 2023 do března 2024 členem dlouhodobé Expedice 70.

## Vzdělání a pracovní kariéra
Do roku 1992 chodil do základní školy Rygaards International School na předměstí rodné Kodaně. V roce 1995 získal mezinárodní maturitu na Copenhagen International School. Poté odešel na Imperial College v Londýně, kde v roce 1999 získal titul magistra inženýrství (MEng) v oboru leteckého inženýrství.
Po ukončení studia začal pracovat pro společnost Schlumberger, kde jako inženýr vrtných služeb prováděl opravy a údržbu na ropných plošinách na moři v Konžské republice a v Angole. Od roku 2001 pracoval pro společnost Vestas Wind Systems v Dánsku, kde se věnoval výzkumu a vývoji. V letech 2004 až 2007 působil jako výzkumný asistent ve Středisku pro kosmický výzkum a jako odborný asistent na Texaské univerzitě, katedře leteckého a kosmického inženýrství. Zde dokončil svou doktorskou práci a v říjnu 2007 získal doktorát v oboru leteckého a kosmického inženýrství.
Pracoval v Německu pro HE Space Operations spojené s misí Swarm jako navigační a kontrolní inženýr, a dále ve společnosti EADS Astrium v Portugalsku. V době výběru mezi astronauty ESA byl leteckým inženýrem v Surrey Space Centre na univerzitě v Surrey, kde se věnoval navigaci a řízení přistávacích modulů pro Měsíc a Mars.

## Astronaut
V květnu 2009 byl Evropskou kosmickou agenturou (ESA) společně s pěti kolegy vybrán z 8 407 uchazečů mezi budoucí astronauty. Po dokončení základního výcviku v Evropském středisku astronautů v Kolíně nad Rýnem, Johnsonově vesmírném středisku v Houstonu a Hvězdném městečku u Moskvy se v listopadu 2010 stal členem sboru astronautů ESA. Poté pokračoval ve všeobecném výcviku a zapojil se do plnění úkolů spojených s letovou podporou ESA.
V rámci výcviku se v roce 2012 zúčastnil mise speleologického programu ESA CAVES na Sardinii, který využívá podobnosti podmínek výzkumu v jeskyních a v uzavřením prostředí kosmických těles. V září 2014 pak byl členem posádky akvanautů v rámci dlouhodobého výcvikového programu NEEMO. Spolu s dalšími členy podmořské výzkumné mise NEEMO 19 – 3 spolukandidáty v astronautickém výcviku a 2 vědci – pobýval v podvodní laboratoří Aquarius u ostrova Key Largo na samém jihu Floridy. Koncem roku 2021 se zapojil do 4. ročníku programu ESA PANGAEA, který poskytuje astronautům přípravu v oblasti geologie pro budoucí mise na Měsíc, Mars a asteroidy. Mogensen s několika kolegy výcvikem prošli v italských Dolomitech, v Rieském kráteru v Německu a vulkanických terénech na španělském ostrově Lanzarote.

### 1. kosmický let
V srpnu 2013 byl zařazen do posádky krátkodobé vědecké mise IriSS na Mezinárodní vesmírnou stanici (ISS) a během roku 2014 za tím účelem absolvoval specifický trénink pro úkoly své mise.   Společně s kosmonauty Sergejem Volkovem a Ajdynem Aimbetovem odstartoval z Bajkonuru 2. září 2015 v lodi Sojuz TMA-18M a stal se prvním dánským astronautem. Po připojení ke stanici se intenzivně zabýval testování nových technologií a vědeckým experimentům – např. pomocí dálkového ovládání řídil robota na Zemi, aby otestoval omezení plynoucí ze zpoždění signálu a vliv stavu beztíže, nebo natáčel vzestupné ionosférické blesky vznikající na horní straně obřích bouřek a cyklón, jejichž výskyt podél trasy ISS pro něj na Zemi předpovídali dánští meteorologové. Otestoval také Skinsuit, nový druh obleku, který by měl astronautům ulevit od bolesti zad způsobené prodloužením páteře v prostředí mikrogravitace, a při údržbě stanice používal brýle s rozšířenou realitou. Pochlubil se, že si s sebou do vesmíru vzal postavičky ze stavebnice Lego a plakát dánské firmy Copenhagen Suborbitals rozvíjející svůj vlastní vesmírný program.
Po 9 dnech, 20 hodinách a 13 minutách letu se Mogensen s Aimbetovem na Zemi vrátili 12. září 2015 v lodi Sojuz TMA-16M s jejím velitelem Gennadijjem Padalkou.
Mogensen byl poté za své úsilí oceněn Dánskou královskou medaili za zásluhy.

### 2. kosmický let
ESA a NASA zveřejnily 24. března 2022 letovou nominaci Andrease Mogensena na dlouhodobou misi na ISS. V rámci mise SpaceX Crew-7 by se měl stát prvním neamerickým pilotem lodi Crew Dragon. Počítalo se se startem na podzim 2023 nebo na jaře 2024, podle toho, zda již bude nebo nebude do programu letů zařazen první řádný let kosmické lodi Boeing Starliner. V červenci 2023 ESA oznámila, že se Mogensen po příletu na ISS stane jejím velitelem pro období Expedice 70.
Start mise SpaceX Crew-7 se po několika odkladech uskutečnil 26. srpna 2023 a připojení k ISS o den později..Mogensen 26. září 2023 převzal velení nad stanicí od Sergeje Prokopjeva. Posádka, kterou kromě Mogensena tvořili velitelka Jasmin Moghbeliová a letoví specialisté Satoši Furukawa a Konstantin Borisov, na ISS strávila přes půl roku, od stanice odletěla 11. března 2024 a o den později přistála u břehů Floridy po 199 dnech, 2 hodinách a 20 minutách letu. Mogensen také několik hodin před odletem předal symbolický velitelský klič od stanice ruskému kosmonautovi Olegu Kononěnkovi.

## Soukromý život
Mogensen je ženatý a má jedno dítě. Ve volném čase se věnuje rugby, horolezectví a potápění. Rodina žije v Austinu v Texasu. 